# 成田顯泰
成田顯泰（1465年－1524年7月9日）是日本戰國時代初期在武藏國的國人領主。受領名是下總守。

## 家系
顯泰是長尾忠景（總社長尾家）三男成田正等（自耕齋、岩付正等）的養子。兄長是長尾顯忠、定明，弟弟是長尾景政。兒子有成田親泰。初名景泰。

## 生平
文明12年（1480年），因為養父正等隱居而繼任家督。從屬於山內上杉家，明應6年（1497年）期間拜領關東管領上杉顯定的一字而改名為「顯泰」。在這段時期的居城是岩付城，此前由養父所築，後來被太田道灌奪去，之後再成功奪還（在道灌死後，在長享之亂中乘機奪回）。此後，在太田氏勢力再興的永正6年（1509年）移往支城忍城。
在永正之亂中與外甥長尾顯方一同跟隨古河公方足利政氏和關東管領上杉顯實，與横瀬景繁和長尾景長戰鬥，不過敗退，之後降伏於成為關東管領的上杉憲房。
在大永4年（1524年）死去。還有在歷來的成田氏系譜中是在文明16年（1484年）死去，而在大永4年中死去的是嫡男親泰，在近年的研究顯示，成田氏每一代當主的死去日期的記事都被錯誤記錄為前第1代的死去日期。